# Damien Marcq
Damien Marcq (ur. 8 grudnia 1988 w Boulogne-sur-Mer) – francuski piłkarz grający na pozycji defensywnego pomocnika. Od 2021 jest zawodnikiem klubu Royale Union Saint-Gilloise.

## Kariera klubowa
Swoją karierę piłkarską Marcq rozpoczął w 1996 roku w juniorach klubu US Boulogne. W 2007 roku stał się członkiem pierwszego zespołu i 3 sierpnia 2007 zadebiutował w nim w Ligue 2 w zremisowanym 2:2 wyjazdowym meczu z AC Ajaccio. W sezonie 2008/2009 wywalczył z nim awans do Ligue 2. W Boulogne grał do końca sezonu 2009/2010.
Latem 2010 Marcq przeszedł za 3 miliony euro do SM Caen. Swój debiut w nim zaliczył 7 sierpnia 2010 w zwycięskim 2:1 wyjazdowym meczu z Olympique Marsylia.
W sierpniu 2011 Marcq został wypożyczony z Caen do Dijon FCO. Swój debiut w Dijon zaliczył 24 września 2011 w zremisowanym 1:1 wyjazdowym spotkaniu z OGC Nice. W zespole Dijon grał przez rok.
Latem 2012 Marcq trafił na wypożyczenie do grającego w Ligue 2, CS Sedan. Zadebiutował w nim 27 lipca 2012 w przegranym 0:1 wyjazdowym meczu z Angers SCO. W Sedan spędził rok.
W lipcu 2013 Marcq przeszedł z Caen do belgijskiego Royalu Charleroi. Swój debiut w nim zaliczył 26 lipca 2013 w przegranym 0:2 wyjazdowym meczu z Club Brugge. W Charleroi występował przez cztery sezony.
W lipcu 2017 Marcq został zawodnikiem KAA Gent, który zapłacił za niego kwotę 2 milionów euro. Swój debiut w zespole z Gandawy zanotował 12 sierpnia 2017 w zremisowanym 1:1 wyjazdowym meczu z KV Mechelen. W Gent spędził pół roku.
W styczniu 2018 Marcq przeszedł do SV Zulte Waregem, do którego trafił za milion euro. Zadebiutował w nim 20 stycznia 2018 w wygranym 2:0 wyjazdowym meczu z KV Mechelen. W Zulte Waregem występował do lata 2021.
Latem 2021 Marcq przeszedł na zasadzie wolnego transferu do Royale Union Saint-Gilloise. Swój debiut w nim zanotował 25 lipca 2021 w wygranym 3:1 wyjazdowym spotkaniu z Anderlechtem.
| Sezon   | Klub             | Kraj    | Rozgrywki       | Mecze | Gole |
| ------- | ---------------- | ------- | --------------- | ----- | ---- |
| 2007/08 | US Boulogne      | Francja | Ligue 2         | 30    | 0    |
| 2008/09 | US Boulogne      | Francja | Ligue 2         | 33    | 0    |
| 2009/10 | US Boulogne      | Francja | Ligue 1         | 34    | 1    |
| 2010/11 | SM Caen          | Francja | Ligue 1         | 28    | 0    |
| 2011/12 | SM Caen          | Francja | Ligue 1         | 3     | 0    |
| 2011/12 | Dijon FCO        | Francja | Ligue 1         | 14    | 0    |
| 2012/13 | CS Sedan         | Francja | Ligue 1         | 26    | 0    |
| 2013/14 | Royal Charleroi  | Belgia  | Eerste klasse   | 31    | 0    |
| 2014/15 | Royal Charleroi  | Belgia  | Eerste klasse   | 31    | 0    |
| 2015/16 | Royal Charleroi  | Belgia  | Eerste klasse   | 34    | 1    |
| 2016/17 | Royal Charleroi  | Belgia  | Eerste klasse A | 34    | 1    |
| 2017/18 | KAA Gent         | Belgia  | Eerste klasse A | 7     | 0    |
| 2017/18 | SV Zulte Waregem | Belgia  | Eerste klasse A | 5     | 0    |
| 2018/19 | SV Zulte Waregem | Belgia  | Eerste klasse A | 15    | 1    |
| 2019/20 | SV Zulte Waregem | Belgia  | Eerste klasse A | 16    | 1    |
| 2020/21 | SV Zulte Waregem | Belgia  | Eerste klasse A | 27    | 0    |

## Kariera reprezentacyjna
Marcq ma za sobą występy w reprezentacji Francji U-21.